# Janina Gniewosz
Janina Gniewosz herbu Kościesza (ur. ok. 1870, zm. 20 lutego 1929 w Warszawie) – właścicielka dóbr.
Córka Antoniego Wincentego Gniewosza herbu Kościesza
Na początku XX wieku wraz z dwoma współwłaścicielami posiadała obszar 162,5 ha we wsi Karlików oraz wraz z dwoma współwłaścicielami posiadała obszar 415 ha we wsi Nowosielce.